# Кулибин, Сергей Николаевич
Серге́й Никола́евич Кули́бин (1862 — 4 [16] июля 1899) — русский горный инженер, историк горного дела и писатель.

## Биография
Родился[уточнить].
Происходил из старинной семьи известных горных деятелей, правнук механика и изобретателя И. П. Кулибина.
Окончил Санкт-Петербургский горный институт (1884). После окончания был оставлен при институте в должности помощника смотрителя Музея и вскоре командирован за границу, где изучал горные науки и минералогию.
С 1886 года — чиновник особых поручений при Министре государственных имуществ, а затем — секретарь Горного учёного комитета.
С 1893 года — начальник Отделения Соляных и нефтяных промыслов Горного Департамента. Исследователь нефтяных и соляных промыслов, Кавказских минеральных источников.
Обладая разносторонним образованием, коллекционировал редкие издания. Перед празднованием двухсотлетнего юбилея Горного ведомства занимался подготовкой Словаря русских горных деятелей; скоропостижно скончался за год до юбилея, успел составить словник-перечень, куда включил 400 имён умерших к тому времени горных деятелей с их краткой характеристикой и источниками.
В 1900 этот перечень был опубликован в ГЖ и дополнен К. А. Скальковским, но замысел издания Словаря так и не был осуществлён.
Скончался[где?] 16 июля 1899 года на 38 году жизни.

## Публикации
Кроме статей в «Горном журнале» |1880-х и 1890-х гг., издал отдельно: Статистический сборник по горнозаводской промышленности за 1884—1891 гг. (в 8 томах), «Очерк истории развития кавказских минеральных вод с 1717 по 1895 г.» (СПб., 1896), «Обзор соляной промышленности в России» (к Первому съезду солепромышленников в 1898).
Сборник статистических сведений о горнозаводской промышленности России в 1889 году : [в 2 ч.] / по офиц. источникам сост. С. Кулибин, секретарь Горн. учен. ком. — СПб. : тип. и хромолитогр. А. Траншель, 1892.
- Ч. 1 : (Золото, платина, золото и платино-сплавочные лаборатории и Монетный двор). — 1892. — Vlll, 147 с. ; 26х18 см.
- Ч. 2 : (Серебро, свинец, медь, цинк, олово, ртуть, различные руды, железная промышленность, каменный уголь, соль, нефть и т. д.; несчастные случаи). — СПб. : тип. и хромолитогр. А. Траншель, 1892. — LXXII, 167 c.